# FKA twigs
FKA Twigs, artistnamn för Tahliah Debrett Barnett, född 17 januari 1988 i Cheltenham, Gloucestershire i England, är en brittisk sångerska, låtskrivare, producent och dansare.
Vid 17 års ålder flyttade hon till London och började arbeta som bakgrundsdansare. 2012 släpptes hennes debut-EP kallad EP1 vilken följdes av EP2 2013. År 2014 släpptes hennes debutalbum, kallat LP1, som nådde plats 16 på UK Albums Chart och plats 30 på Billboard 200.
Hennes musik har jämförts med Tricky, the xx och Massive Attack.
2014 nominerades FKA twigs till Mercury Music Prize och hamnade på åttonde plats på Sound of 2014.

## Diskografi
Studioalbum
- 2014 – LP1
- 2019 – Magdalene
- 2022 – Caprisongs
- 2025 – Eusexua

EPs
- 2012 – EP1
- 2013 – EP2
- 2015 – M3LL155X

Singlar
- 2014 – "FKA x inc." (med inc.)
- 2014 – "Two Weeks"
- 2014 – "Pendulum"
- 2014 – "Video Girl"
- 2015 – "In Time"
- 2016 – "Good to Love"
- 2019 – "Cellophane"
- 2019 – "Holy Terrain" (med Future)
- 2019 – "Home with You"
- 2019 – "Sad Day"